# Get Rhythm
Pour la chanson de Johnny Cash, voir Get Rhythm (chanson).
Albums de Ry Cooder
Streets of Fire
(1984) Mambo Sinuendo
(2003)
Get Rhythm (1987) est le 12e album enregistré en studio par le guitariste, chanteur et compositeur américain, Ry Cooder.

## Présentation
Fidèle à son habitude, Ry Cooder mêle ses compositions et des reprises (ici de Johnny Cash, Chuck Berry, Elvis Presley). À noter la présence de Harry Dean Stanton, l'acteur principal du film Paris, Texas (1984) dont Ry Cooder a composé la musique.

## Titres de l’album
1. Get Rhythm (Johnny Cash) - 3:16
2. "Low Commotion" (Cooder, Jim Keltner) - 3:09
3. "Going Back to Okinawa" (Cooder) - 4:41
4. "13 Question Method" (Chuck Berry) - 3:37
5. "Women Will Rule the World" (Quevedo) - 5:50
6. "All Shook Up (Otis Blackwell, Elvis Presley) - 3:31
7. "I Can Tell by the Way You Smell" (Davis) - 4:31
8. "Across the Borderline" (Cooder, Dickinson, Hiatt) - 6:16
9. "Let's Have a Ball" (Bunn) - 5:52

## Musiciens
- Ry Cooder - guitare, guitare basse, mandoline, chant
- Larry Blackmon - voix
- Jorge Calderon - guitare basse
- Miguel Cruz - percussions
- Steve Douglas - saxophone
- Terry Evans - voix
- Willie Green, Jr. - voix
- William "Bill" Greene - voix
- Flaco Jimenez - accordéon
- Jim Keltner - batterie
- Bobby King - voix
- Arnold McCuller - voix
- Buell Niedlinger - guitare basse
- Van Dyke Parks - claviers
- Harry Dean Stanton - voix